# 反射系数
在物理学和電機工程學中，反射系数（英語：Reflection coefficient）是一个描述在传输介质中因為阻抗的不连续造成有多少电磁波被反射的参数。它等于反射波与入射波的振幅比，两者都用相量表示。例如在光学中用于计算具有不同折射率的表面所反射的光的量，如在玻璃表面，或在电力传输线中计算电磁波被一个阻抗反射多少。反射系数与透射係數密切相关。系统的反射率也称作“反射系数”。注意，它不等同于反射率（英語：或），反射率是在一个界面反射中，反射波與入射波功率的比值。

一列波当它传播的介质突然改变的时候经历部分透射和部分反射。反射系数决定了反射波的振幅与入射波振幅的比值。

不同的专业术语有着不同的应用。

## 电信
在电信中，反射系数是反射波与入射波的复振幅之比。特别在传输线的不连续中，反射系数为反射波的電場强度（{\displaystyle E^{-}}）与入射波的电场强度（{\displaystyle E^{+}}）的复数比。这通常用 {\displaystyle \Gamma } （大写gamma）来表示，可以写作：
{\displaystyle \Gamma ={\frac {E^{-}}{E^{+}}}}
反射系数也可以用其他场或者电路量确定。
反射系数可以表為负载阻抗 {\displaystyle Z_{L}} 與輸入端阻抗 {\displaystyle Z_{S}} 的關係式：
{\displaystyle \Gamma ={Z_{L}-Z_{S} \over Z_{L}+Z_{S}}}

指出测量反射系数的位置的简单电路结构。

注意到负的反射系数意味着反射波接受到 180°，或者说 {\displaystyle \pi } 的相移。
反射系数的绝对值（用竖线标明）可以用驻波比 {\displaystyle SWR} 计算：
{\displaystyle |\Gamma |={SWR-1 \over SWR+1}}
反射系数可以使用史密斯图来图形化表示。

## 地震学
反射系数在feeder中用来测试介质的可靠性。

## 光学和微波学
在光学和一般的电磁学中，“反射系数”既可以指这里描述的振幅的反射系数，也可以指反射率，根据语境决定。通常情况下，功率的反射率是用 R 表示，而振幅的反射系数用小写 r 表示。

## 半透膜
半透膜的反射系数与膜反射过膜溶质粒子的量有关。所有粒子都能通过则结果为零。所有粒子都不能通过则结果为一。它在斯塔林方程。